# Elaphropeza plumata
Elaphropeza plumata är en tvåvingeart som beskrevs av Yang, Merz och Patrick Grootaert 2006. Elaphropeza plumata ingår i släktet Elaphropeza och familjen puckeldansflugor. Inga underarter finns listade i Catalogue of Life.